# Ristrel

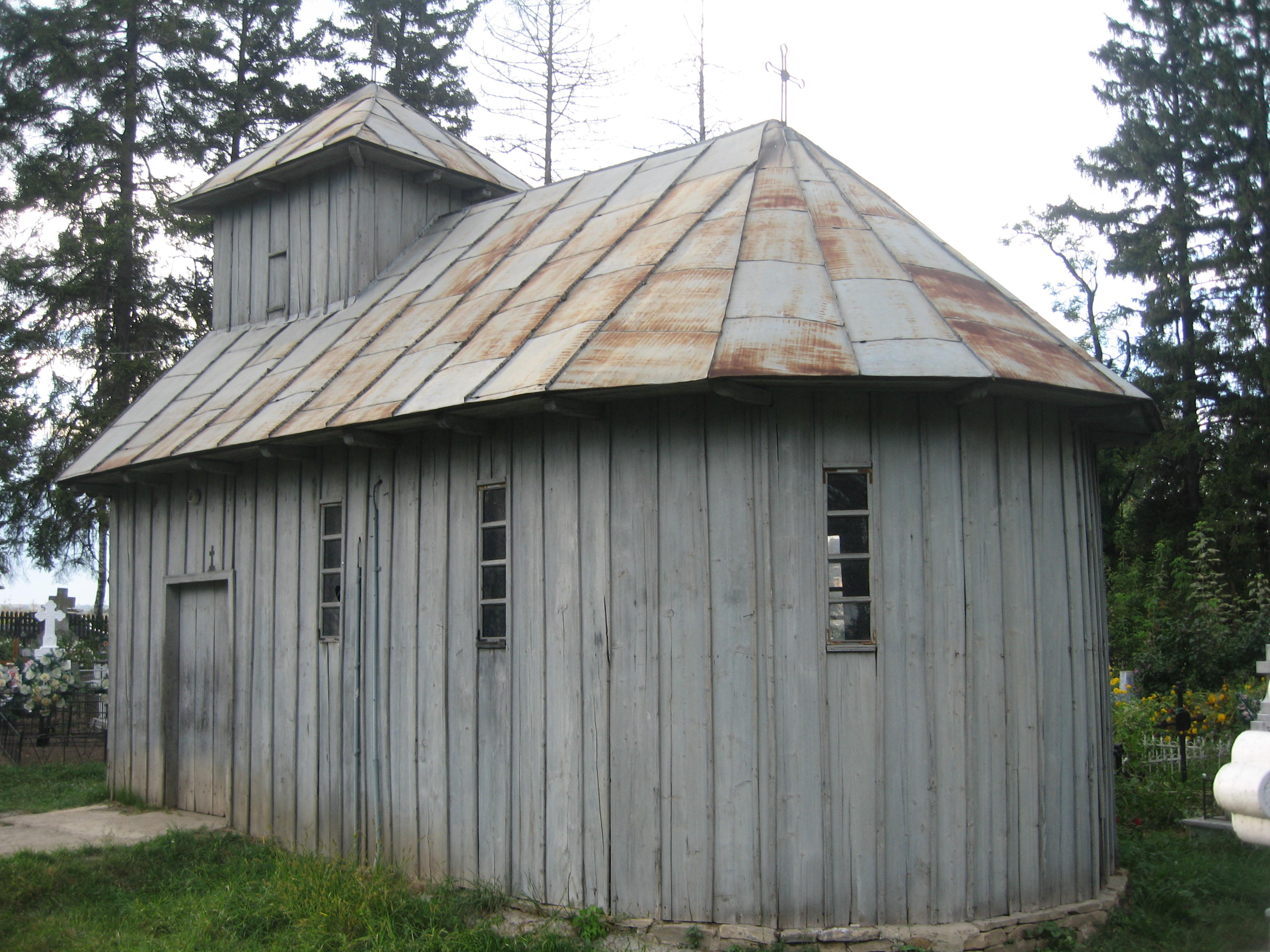
Revestimiento de tableros y ristreles en una capilla llamada Iglesia de madera (Biserica de lemn) en Zvoriștea, Rumania

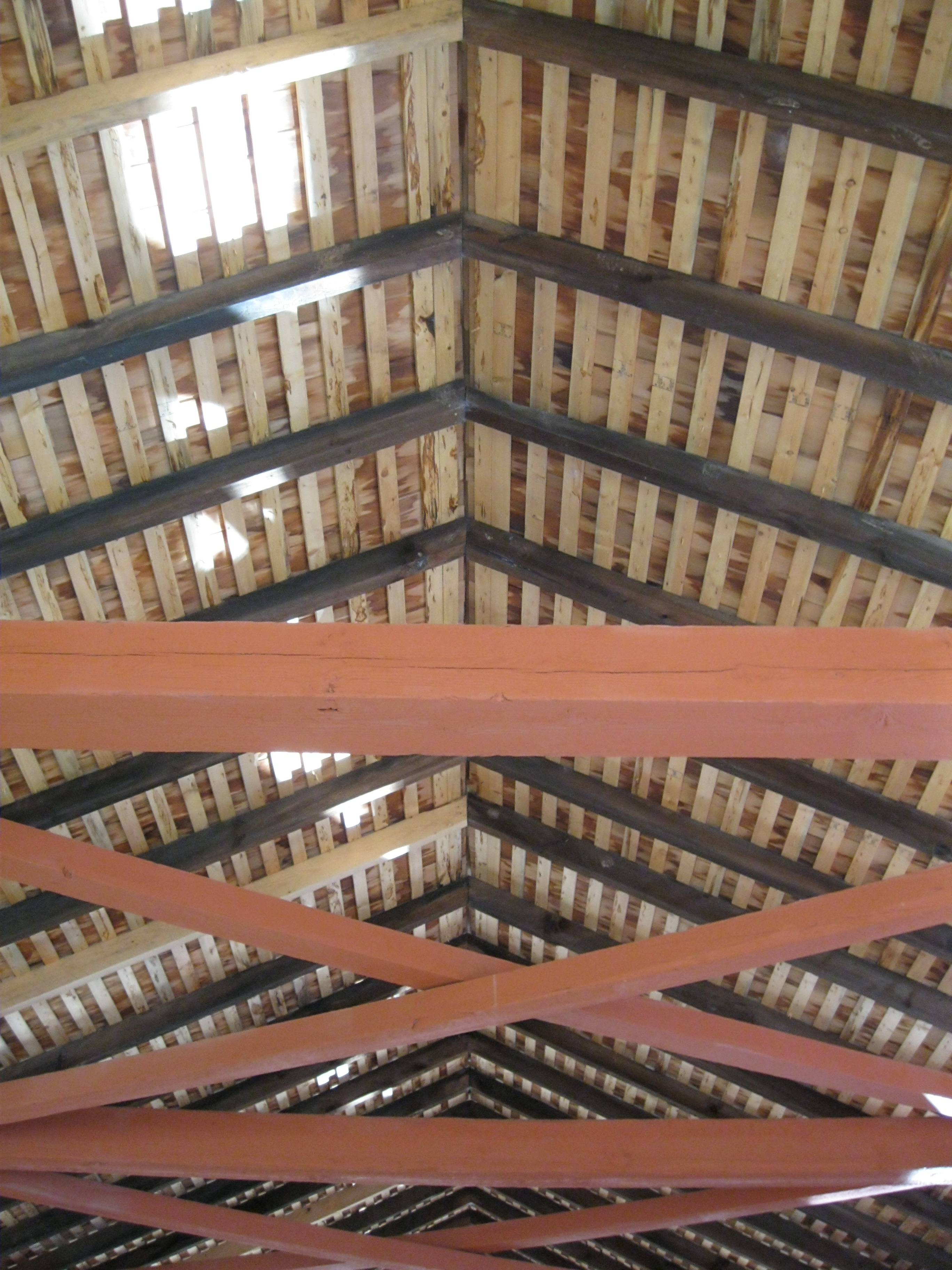
Ristreles o en este caso correas para techos, son las tiras de colores claros en el puente cubierto de Hillsgrove, Pensilvania, EE. UU.

Un ristrel es más comúnmente una tira de material sólido o listón, históricamente de madera pero también puede ser de plástico, metal o fibra de vidrio. Los ristreles se utilizan de diversas formas en la construcción, la navegación y otros campos.

## Techumbre
Los ristreles para techos se utilizan para proporcionar el punto de fijación para materiales para techos como tejas o chapas. El espaciado de los ristreles en los tijerales o pares depende del tipo de material del techo y se aplican horizontalmente como correas .
Los ristreles también se usan en techos de metal para asegurar las láminas llamadas techos de costura de ristrel y se cubren con una junta de rollo de ristrel . 
Algunas cubiertas pueden utilizar una rejilla de ristreles en ambas direcciones, conocida como sistema de contraristreles, que mejora la ventilación.
Los ristreles para techos suelen estar hechos de madera o metal, pero pueden estar hechos de otros materiales.

## Ristreles de pared
Los ristreles de pared, como los ristreles para techos, se utilizan para fijar materiales de revestimiento como tejas o chapas. La construcción Rainscreen utiliza ristreles (recubrimeinto) como parte de un sistema que permite que las paredes se sequen más rápido de lo normal.

### Tablero y ristrel

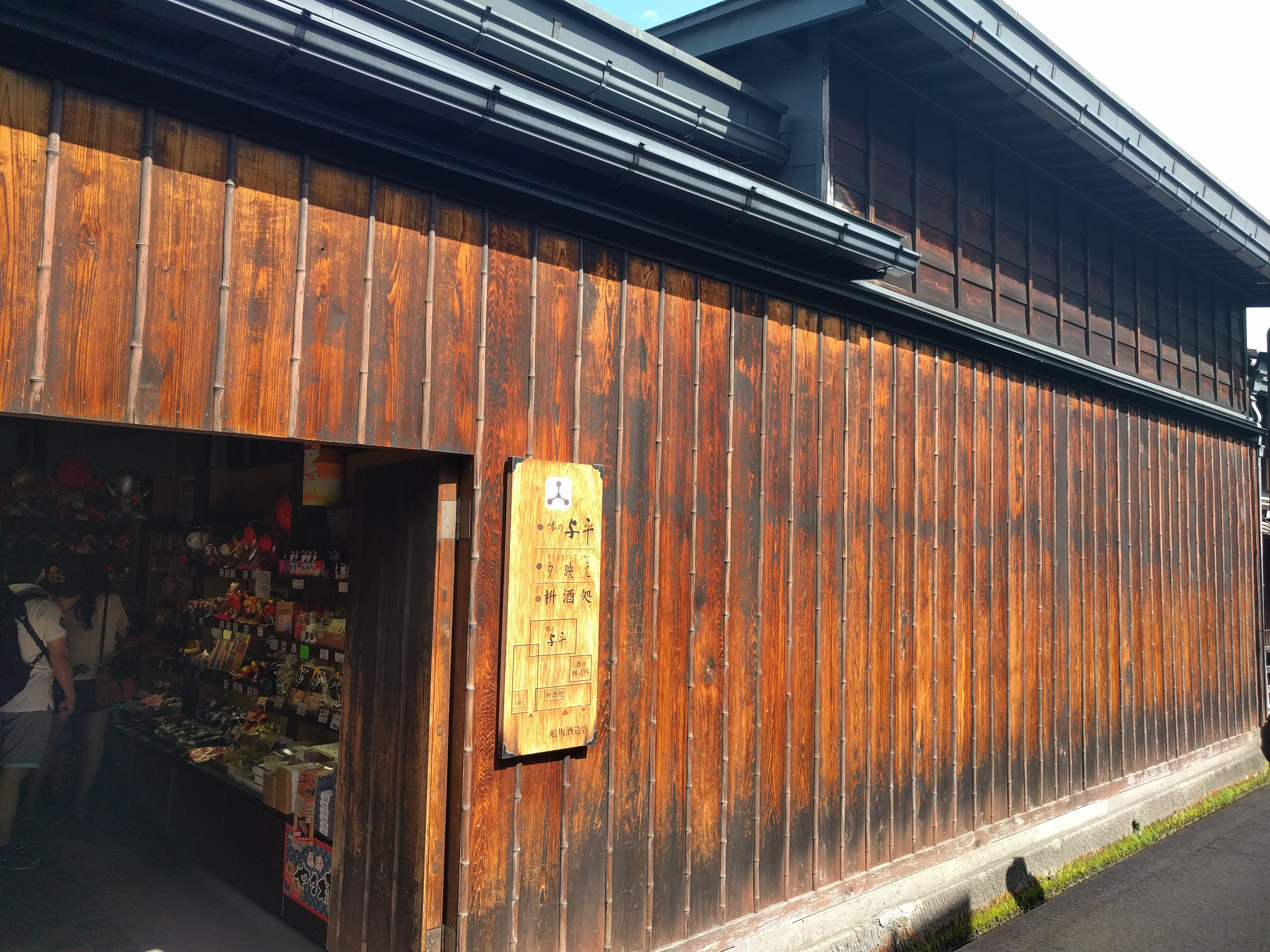
Tablero y ristrel con rastreles de bambú

El revestimiento de tablas y ristreles es un tratamiento exterior de tablas verticales con ristreles que cubren las costuras. El techo de tablas y ristreles es un tipo de techo de tablas con ristreles que cubren los espacios entre las tablas en un techo como material de techado. Tablero y ristrel también es sinónimo de construcción de una sola pared, un método de construcción con tableros estructurales verticales, las costuras a veces cubiertas con ristreles.

## Espaciadores
Los ristreles se pueden usar como espaciadores para elevar la superficie de un material. En los pisos, los ristreles, a veces grandes, sostienen el piso de acabado de manera similar a una vigueta, pero con el ristrel descansando sobre un subsuelo sólido como un piso flotante y, a veces, acolchado.

## Piso
En los pisos, un ristrel puede ser relativamente grande, de hasta 2,5 pulgadas (6,4 cm) de espesor por 7 pulgadas (17,8 cm) de ancho y más de 6 pies (1,8 m) largo.

## Puertas de ristreles
En la construcción de puertas, los ristreles se pueden usar para reforzar los paneles formados por varias tablas, como en una puerta con ristreles, o para cubrir las juntas.

## Aislamiento de paredes
Los ristreles se utilizan para el aislamiento de paredes sólidas. Se colocan ristreles espaciados regularmente en la pared, los espacios entre ellos se rellenan con aislamiento y se atornillan placas de yeso o paneles de yeso a los ristreles. Este método ya no es el más popular, ya que las láminas aislantes rígidas brindan un mejor aislamiento (con ristreles que unen el aislamiento) y tardan menos en colocarse.

## Ristrel de contrapiso
En trabajos con hormigón, se fija un ristrel de contrapiso al encofrado para guiar suavemente una herramienta de alisado del mismo .